# Хосе Діас
Хосе Едувігіс Діас (ісп. José Eduvigis Díaz 17 жовтня 1833 — 7 лютого 1867) — відомий парагвайський генерал, командувач парагвайських військ протягом кількох важливих битв Війни Потрійного Альянсу. Найвідомішою його перемогою вважається Битва при Курупайті.

## Життєпис
Діас народився в містечку Серро-Вера в парагвайському департаменті Піраю́. Його батьками були Хіан Андрес Діас та Долорес Вера. Працював шефом поліції Асунсьйона. З початком війни проявив себе в наступі на аргентинську провінцію Коррієнтес навесні 1866 року. Він став особливо відомим після битви при Курупайті, що відбулася 22 вересня 1866 року, коли парагвайські війська під його командуванням завдали поразки значно переважаючим силам Альянсу. Він також брав участь у битвах при Корралесі, Естеро-Беяко, Туюті, та інших.
Помер у січні 1867 року від зараження внаслідок поранення осколком бразильського снаряду. Тепер Діас похований у Пантеоні Героїв в Асунсьйоні.